# Artème d'Antioche
Pour les articles homonymes, voir Artème.
Artème (en latin Artemius, en grec Άρτέμιος), connu en syriaque sous le nom de Mar Challita (le « Saint Gouverneur ») est un général romain du IVe siècle, chrétien de tendance arienne au service de l'empereur Constance II, exécuté à Antioche en 362 ou 363 sous le règne de Julien. Malgré son arianisme, il est considéré comme un saint martyr par les Églises catholique et orthodoxe (saint Artème d'Antioche), fêté le 20 octobre.

## Biographie
Selon la Passio Artemii byzantine, Artème fut envoyé par Constance II « au-delà du Danube » pour rapporter à Constantinople les reliques de saint André, saint Luc et saint Timothée. De fait, nous savons qu'en 357 l'empereur fit venir ces reliques pour l'inauguration de l'église des Saints-Apôtres de la nouvelle capitale (mais celles d'André venaient de Patras, celles de Luc de Thèbes, et celles de Timothée d'Éphèse).
Peu après, en 359, Artème fut nommé dux Ægypti, commandant en chef de l'armée en Égypte. Mais en novembre 361, Constance II mourut et sa succession fut prise par son cousin païen Julien. Pendant l'hiver 362/363, Artème, « contre lequel les habitants d'Alexandrie avaient porté un grand nombre de lourdes accusations », fut décapité à Antioche avec d'autres hauts responsables, et ses biens confisqués. Quand sa mort fut annoncée à Alexandrie, ce fut une explosion de joie. Georges de Cappadoce, l'évêque arien de la ville, qui, à la fin du règne de Constance II, s'en était pris au Mithræum et à d'autres temples de la ville, fut massacré vers la même époque par une foule païenne. Artème, associé à Georges dont il était le « bras armé », avait lui-même « détruit de très nombreuses idoles » ; il n'était pas seulement détesté par les païens, mais aussi par les chrétiens partisans du concile de Nicée comme l'évêque Athanase, contre lesquels il avait mené une très dure répression. Cependant, il resta ensuite dans les mémoires, pour tous les chrétiens, uniquement comme un destructeur d'idoles martyrisé par l'empereur païen Julien. Ses reliques furent transférées d'Antioche à Constantinople au VIe siècle. Un couvent Saint-Artème (Deir Mar Challita) existe dans le nord du Liban.

## LaPassio Artemii
Cette hagiographie grecque d'époque incertaine (probablement VIIIe  ou IXe siècle), attribuée dans certains manuscrits à « Jean de Rhodes » et dans d'autres à Jean Damascène, donne une version très romancée de la vie du saint : il aurait été condamné à mort, non pas pour des violences exercées à Alexandrie, mais pour avoir pris la défense de deux évêques chrétiens, Eugène et Macaire, condamnés par Julien. L'auteur paraît ignorer qu'Artème était arien. Cependant, ce texte n'en a pas moins un certain intérêt historique, car l'auteur a utilisé comme source l'Histoire ecclésiastique de l'arien Philostorge.